# Coalway
Coalway – wieś w Anglii, w hrabstwie Gloucestershire, w dystrykcie Forest of Dean. Leży 26 km na zachód od miasta Gloucester i 174 km na zachód od Londynu.